# Матусевич Ніна Іванівна
Ніна Іванівна Матусе́вич (10 лютого 1931, Київ — 19 листопада 1988, Київ) — український радянський мистецтвознавець, кандидат мистецтвознавства з 1971 року; член Спілки композиторів України

## Біографія
Народилася 10 лютого 1931 року в місті Києві (тепер Україна). 1956 року закінчила композиторський та історично-теоретичний факультети Київської консерваторії (клас Бориса Лятошинського); 1959 року — асистентуру-стажування при ній. Після здобуття освіти праювала в Київській консерваторії, протягом 1972—1988 років — декан історично-теоретичного і композиторського факультетів. Померла в Києві 19 листопада 1988 року.

## Тврчість, праці
Авторка
- симфонічної казки «Червоненька квіточка» (за Сергієм Аксаковим, 1956);
- п'єс для фортепіано, романсів та інших творів;
- статей про хореографічне мистецтво і рецензій на концерти та балетні вистави у періодиці;

праць
- Натан Григорьевич Рахлин (1960) (рос.);
- Хореографическое искусство (1963) (рос.);
- Александр Захарович Миньковский (1964) (рос.);
- Гармоническое варьирование в обработках украинских народных песен Н. В. Лысенко // Украинское музыковедение. 1967. Выпуск 2 (рос.);
- Формообразующее значение гармонического варьирования в сборнике «Солнышко» Л. Н. Ревуцкого // Украинское музыковедение. 1971. Выуск 6 (рос.).

Досліджувала творчість Льва Ревуцького, Бориса Лятошинського.